# Emanuel Ortega
Emanuel Ortega  (Buenos Aires, 18 de octubre de 1977) es un cantante, actor y compositor argentino de género pop. Entre sus canciones más conocidas se encuentran  «Timidez»,  «Te extrañaré»,  «Mi pequeño y gran amor»,  «Tema de amor»,  «Y te amaré»,  «A escondidas» y  «Mamita».

## Biografía
Es el cuarto hijo del cantante y compositor Ramón "Palito" Ortega y de la actriz Evangelina Salazar, hermano de la actriz Julieta Ortega, el productor Sebastián Ortega, el director Luis Ortega, de la cantante Rosario Ortega y de Martín Ortega, además es primo de la modelo Luciana Salazar.
A los 23 años fue padre por primera vez junto a la modelo Ana Paula Dutil, de Bautista Ortega, nacido en junio de 2001.  En 2002 contrae matrimonio con Dutil. En mayo de 2005 Ortega vuelve a ser padre, nace su hija, a quien llama India. En 2017, se separó de Dutil. 
Desde 2020 se encuentra en pareja con la modelo, conductora y comunicadora Julieta Prandi.

## Carrera

### 1989- 1993: Inicios
Comenzó aprendiendo a tocar diferentes instrumentos musicales, intentando seguir los pasos de su padre, Palito Ortega. A los 8 años se fue a vivir con su familia a Estados Unidos, a la ciudad de Miami. A los 10 años se presentó por primera vez en público en su colegio, en un “talent show” organizado para festejar fin de año, donde interpretó un tema de Los Beatles.
En 1989, su padre, lo convoca para grabar juntos un tema llamado «Para siempre amigos».
Al poco tiempo regresó a Argentina, a la provincia de Tucumán, donde vive aproximadamente dos años y es en esa ciudad que forma una banda llamada Ladrones de Ladrones.
Luego de muchas idas y vueltas el grupo se presentó, a comienzos de 1993, en el programa de Juan Alberto Mateyko, donde interpretaron un cover del tema «One» de U2 y «Llámame», canción que más tarde formaría parte de su álbum debut. Gracias a esto, Emanuel recibió la propuesta de Columbia Records de grabar como solista su primer disco en Miami. 

### 1993-1999:ConociéndonosySoñé
En 1993, con tan solo 15 años, sacó al mercado su álbum debut como solista, titulado Conociéndonos. Obteniendo el galardón de disco de oro y platino. Sus primeros sencillos; «Hagámoslo de una vez» y «Siempre estuve enamorado de ti», «Estoy perdiendo imagen" treparon rápidamente a la cima de los rankings radiales, convirtiéndose en hits indiscutidos en toda Argentina y otros países de América Latina. En 1994 presentó su disco en el Teatro Ópera y luego comenzó una gira por todo el país.
Luego editó su segundo trabajo, Soñé, en el año 1995, este incluyó «Mi pequeño y gran amor», tema escrito a medias con su padre y «Timidez», el sencillo más exitoso del álbum. El tercer y último sencillo fue «Te extrañaré». El disco fue producido por Carlos Álvarez. Además debutó como compositor de algunas canciones.  Volvió a presentarse en el Opera y luego emprendió una gira por Sudamérica.
Dos años después salió Emanuel Ortega, en 1997, lanzado en todo Latinoamérica y España y producido por Donato Poveda del dúo Donato y Estéfano, bajo el sello Sony BMG. El primer sencillo del disco fue, «Tema de amor», éxito en todo el mercado latino y más tarde presentó el segundo sencillo; «Se fue el amor», cuyo videoclip protagonizó junto a Natalia Oreiro y «Y te amare». Con este disco realizó un tour por Argentina, España, México, Chile, Colombia, entre otros países.

### 1999-2003:A escondidas,EnAmorArteyPresente imperfecto
En 1999 lanzó A escondidas su cuarto álbum de estudio. Tuvo como primer sencillo el tema homónimo «A escondidas». La canción fue elegida como cortina musical de la telenovela venezolana La soberana. Más tarde presentó el segundo corte, «Quiero», donde cantó juntó a Andrés Calamaro. Y el tercer sencillo fue «El último día». Su tour A escondidas, lo llevó a recorrer Hispanoamérica. Por dicho álbum recibió, en 2000, el premio Gardel, al mejor artista masculino pop.
En 2001 bajo la producción de Cachorro López presentó su quinto disco, Presente Imperfecto. Dicho álbum grabado en Miami y Buenos Aires incluyó los sencillos «A dónde te vas» y «Mamita».
Junto con la presentación de este álbum, Emanuel debutó como actor en la telenovela juvenil argentina EnAmorArte, que protagonizó junto a Celeste Cid, y fue emitida en las tardes de la cadena Telefe. También interpretó el tema principal de la ficción, que llevó el mismo nombre de la telenovela. La ficción llegó a emitirse en Grecia, Israel y otros países del continente americano.
En 2003 regresó con un nuevo disco, el sexto álbum titulado, Ortega. Un disco compuesto por diez nuevos temas entre los que se destaca «Sentirme vivo» como corte de difusión.

### 2007-presente:El camino,Esta nocheyMomentos
Luego de cuatro años sin grabar un disco, regresa a mediados de 2007 con el lanzamiento del séptimo disco El camino, con una renovación en cuanto a su música y sonidos, y bajo un sello independiente. El principal sencillo fue «Vulnerable». En 2008 compone el tema principal de la telenovela Los exitosos Pells, producida por su hermano Sebastian Ortega.
En 2009, un nuevo álbum salió a la venta. Se trata de Todo bien, cuyo corte de difusión fue «Ajena», las canciones reflejan un pop orgánico, con ciertas influencias sonoras de la música negra de fin de los años 60 y principio de los 70.
En 2012 Emanuel Ortega presentó Esta noche, un álbum de 10 canciones, entre ellas «Lo mismo que usted», de Palito Ortega. El 1° de septiembre de 2014 estrenó «Caminando en mis zapatos», sencillo adelanto del nuevo álbum Momentos, el cual salió a la venta el 14 de octubre con nuevas versiones de los hits de Emanuel y dos inéditas: «Caminando en mis zapatos» y «Ayer te vi».

## Discografía

### Álbumes solista
- 1993: Conociéndonos - Sony Music
- 1995: Soñé - Sony Music
- 1997: Emanuel Ortega - Sony Music
- 1999: A escondidas - Sony Music
- 2001: Presente imperfecto - Sony Music
- 2003: Ortega - Livi Entertainment Inc
- 2003: Serie damiante - Sony Music
- 2007: El camino
- 2009: Todo bien
- 2012: Esta noche
- 2014: Momentos 1993-2014 - BMV Producciones S.A.

### Sencillos promocionales
| Año  | Sencillo                           | Álbum               |
| ---- | ---------------------------------- | ------------------- |
| 1993 | «Hagámoslo de una vez»             | Conociéndonos       |
| 1993 | «Siempre estuve enamorado de ti»   | Conociéndonos       |
| 1994 | «Estoy perdiendo imagen a tu lado» | Conociéndonos       |
| 1995 | «Mi pequeño y gran amor»           | Soñé                |
| 1995 | «Timidez»                          | Soñé                |
| 1996 | «Te extrañaré»                     | Soñé                |
| 1997 | «Tema de amor»                     | Emanuel Ortega      |
| 1997 | «Se fue el amor»                   | Emanuel Ortega      |
| 1999 | «A escondidas»                     | A escondidas        |
| 1999 | «Quiero»                           | A escondidas        |
| 2000 | «El último día»                    | A escondidas        |
| 2001 | «Enamorarte»                       | Presente imperfecto |
| 2001 | «A donde te vas»                   | Presente imperfecto |
| 2001 | «Mamita»                           | Presente imperfecto |
| 2001 | «Tal para cual»                    | Presente imperfecto |
| 2003 | «Sentirme vivo»                    | Ortega              |
| 2007 | «Vulnerable»                       | El camino           |
| 2009 | «Ajena»                            | Todo bien           |
| 2012 | «Lo mismo que usted»               | Esta noche          |

## Giras
- Conociéndonos Tour (1994)
- Soñé Tour (1995/1996)
- Emanuel Ortega Tour (1997-1998)
- A escondidas tour (1999-2000)
- Presente imperfecto tour (2001-2002)
- Ortega tour (2003)
- El camino tour (2007)
- Todo bien tour (2009)
- Esta noche tour (2012)

## Filmografía

### Televisión
| Año     | Título                    | Personaje                 |
| ------- | ------------------------- | ------------------------- |
| 1997    | Chiquititas               | Él mismo                  |
| 1997    | Especial Nochevieja 1997  | Él mismo                  |
| 1999    | Totalmente                | Él mismo                  |
| 2001    | EnAmorArte                | Santiago Ezequiel Miguens |
| 2004/05 | Los Roldán                | Diego                     |
| 2006    | El tiempo no para         | Nicolás                   |
| 2012    | La pelu                   | Él mismo                  |
| 2012    | Graduados                 | Él mismo                  |
| 2018    | Cien días para enamorarse | Él mismo                  |

## Premios y nominaciones
| Año  | Premio                | Categoría                   | Trabajo nominado | Resultado |
| ---- | --------------------- | --------------------------- | ---------------- | --------- |
| 2000 | Premios Gardel        | Mejor artista masculino pop | A escondidas     | Ganador   |
|      |                       |                             |                  |           |
| 2019 | Premios Martín Fierro | Mejor Cortina musical       | A punto          | Nominado  |